# Parte beneficiária
Partes Beneficiárias são títulos negociáveis sem valor nominal e estranhos ao capital social, que podem ser criados a qualquer tempo pelas sociedades anônimas de capital fechado. Esses títulos podem ser negociados pela companhia ou cedidos gratuitamente aos acionistas, fundadores ou terceiros, como os empregados e clientes, entre outros, em remuneração pelos serviços prestados à companhia, de acordo com a vontade desta, nos termos de seu estatuto ou conforme deliberação em assembléia geral dos acionistas. O único direito que o detentor desses títulos tem é a participação nos lucros anuais da companhia, que não poderá ser superior a 10% do lucro apurado, nos termos do artigo 46 e parágrafos da Lei 6.404 de 15 de dezembro de 1976 ("Lei das S.A.").
No Brasil, a Lei nº 10.303 de 31 de outubro de 2001, incluiu o parágrafo único ao artigo 47 da Lei das S.A., determinando que "é vedado às companhias abertas emitir partes beneficiárias."